# جولبة السفلى (إب)

تعديل مصدري - تعديل

جولبةالسفلى هي إحدى قرى عزلة الحوج القبلي بمديرية إب التابعة لمحافظة إب، بلغ تعداد سكانها 554 نسمة حسب تعداد اليمن لعام 2004.